# 8 Ore del Bahrain 2023
La 8 Ore del Bahrain 2023 è stato un evento di corsa di auto sportive di durata che si è tenuto l'8 novembre presso il Bahrain International Circuit. È stato l'ultimo round della stagione 2023 del Campionato del mondo endurance, dodicesima edizione della corsa, la quinta nel formato da otto ore.

## Elenco iscritti
Di seguito l'elenco dei partecipanti:
Le vetture iscritte all'evento erano 36: 12 Hypercar, 11 LMP2 e 13 LMGTE Am. In Hypercar, Ryan Briscoe ha sostituito João Paulo de Oliveira sulla vettura numero 4 del Floyd Vanwall Racing. Inoltre, Nico Müller è tornato sulla Peugeot TotalEnergies numero 94, dopo aver saltato la 6 Ore del Fuji a causa di un infortunio.
In LMP2, Mirko Bortolotti è tornato sulla Prema  numero 63 e Tom Blomqvist è tornato sulla numero 23 della United Autosports. 
Nella classe LMGTE Am, Franck Dezoteux si unisce alla AF Corse numero 21, mentre Daniel Serra e Esteban Masson ritornano sulla vettura 57 della Kessel Racing.
| No. | Squadra                   | Auto                   | Pneumatici | Pilota 1               | Pilota 2           | Pilota 3            |
| --- | ------------------------- | ---------------------- | ---------- | ---------------------- | ------------------ | ------------------- |
| 2   | Cadillac Racing           | Cadillac V-LMDh        | M          | Earl Bamber            | Alex Lynn          | Richard Westbrook   |
| 4   | Floyd Vanwall Racing Team | Vanwall Vandervell 680 | M          | Ryan Briscoe           | Esteban Guerrieri  | Jacques Villeneuve  |
| 5   | Porsche Penske Motorsport | Porsche 963            | M          | Michael Christensen    | Dane Cameron       | Frédéric Makowiecki |
| 6   | Porsche Penske Motorsport | Porsche 963            | M          | André Lotterer         | Laurens Vanthoor   | Kévin Estre         |
| 7   | Toyota Gazoo Racing       | Toyota GR010 Hybrid    | M          | Mike Conway            | Kamui Kobayashi    | José María López    |
| 8   | Toyota Gazoo Racing       | Toyota GR010 Hybrid    | M          | Sébastien Buemi        | Brendon Hartley    | Ryō Hirakawa        |
| 38  | Hertz Jota Sport          | Porsche 963            | M          | Antonio Félix da Costa | Will Stevens       | Ye Yifei            |
| 50  | Ferrari AF Corse          | Ferrari 499P           | M          | Antonio Fuoco          | Nicklas Nielsen    | Miguel Molina       |
| 51  | Ferrari AF Corse          | Ferrari 499P           | M          | Alessandro Pier Guidi  | Antonio Giovinazzi | James Calado        |
| 93  | Peugeot TotalEnergies     | Peugeot 9X8            | M          | Mikkel Jensen          | Jean-Éric Vergne   | Paul di Resta       |
| 94  | Peugeot TotalEnergies     | Peugeot 9X8            | M          | Nico Müller            | Gustavo Menezes    | Loïc Duval          |
| 99  | Proton Competition        | Porsche 963            | M          | Gianmaria Bruni        | Harry Tincknell    | Neel Jani           |

| No. | Squadra                   | Auto            | Pneumatici | Pilota 1           | Pilota 2           | Pilota 3           |
| --- | ------------------------- | --------------- | ---------- | ------------------ | ------------------ | ------------------ |
| 9   | Prema Team                | Oreca 07-Gibson | G          | Juan Manuel Correa | Bent Viscaal       | Filip Ugran        |
| 10  | Vector Sport              | Oreca 07-Gibson | G          | Ryan Cullen        | Gabriel Aubry      | Matthias Kaiser    |
| 22  | United Autosports         | Oreca 07-Gibson | G          | Filipe Albuquerque | Philip Hanson      | Frederick Lubin    |
| 23  | United Autosports         | Oreca 07-Gibson | G          | Tom Blomqvist      | Oliver Jarvis      | Josh Pierson       |
| 28  | Jota Sport                | Oreca 07-Gibson | G          | Pietro Fittipaldi  | David H. Hansson   | Oliver Rasmussen   |
| 31  | Team WRT                  | Oreca 07-Gibson | G          | Robin Frijns       | Sean Gelael        | Ferdinand Habsburg |
| 34  | Inter Europol Competition | Oreca 07-Gibson | G          | Fabio Scherer      | Jakub Śmiechowski  | Albert Costa       |
| 35  | Alpine ELF Team           | Alpine A470     | G          | Olli Caldwell      | André Negrão       | Memo Rojas         |
| 36  | Alpine ELF Team           | Alpine A470     | G          | Charles Milesi     | Matthieu Vaxivière | Julien Canal       |
| 41  | Team WRT                  | Oreca 07-Gibson | G          | Rui Andrade        | Robert Kubica      | Louis Delétraz     |
| 63  | Prema Team                | Oreca 07-Gibson | G          | Doriane Pin        | Mirko Bortolotti   | Daniil Kvjat       |

| No. | Squadra                | Auto                     | Pneumatici | Pilota 1           | Pilota 2              | Pilota 3           |
| --- | ---------------------- | ------------------------ | ---------- | ------------------ | --------------------- | ------------------ |
| 21  | AF Corse               | Ferrari 488 GTE Evo      | M          | Simon Mann         | Kei Cozzolino         | Franck Dezoteux    |
| 25  | ORT By TF Sport        | Aston Martin Vantage AMR | M          | Ahmad Al Harthy    | Michael Dinan         | Charlie Eastwood   |
| 33  | Corvette Racing        | Chevrolet Corvette C8.R  | M          | Ben Keating        | Nicolás Varrone       | Marco Sørensen     |
| 54  | AF Corse               | Ferrari 488 GTE Evo      | M          | Davide Rigon       | Francesco Castellacci | Thomas Flohr       |
| 56  | Team Project 1         | Porsche 911 RSR-19       | M          | Matteo Cairoli     | Gunnar Jeannette      | P. J. Hyett        |
| 57  | Kessel Racing          | Ferrari 488 GTE Evo      | M          | Daniel Serra       | Takeshi Kimura        | Esteban Masson     |
| 60  | Iron Lynx              | Porsche 911 RSR-19       | M          | Matteo Cressoni    | Alessio Picariello    | Claudio Schiavoni  |
| 77  | Dempsey-Proton Racing  | Porsche 911 RSR-19       | M          | Christian Ried     | Mikkel O. Pedersen    | Julien Andlauer    |
| 83  | Richard Mille AF Corse | Ferrari 488 GTE Evo      | M          | Luis Perez Companc | Lilou Wadoux          | Alessio Rovera     |
| 85  | Iron Dames             | Porsche 911 RSR-19       | M          | Sarah Bovy         | Rahel Frey            | Michelle Gatting   |
| 86  | GR Racing              | Porsche 911 RSR-19       | M          | Michael Wainwright | Riccardo Pera         | Michael Wainwright |
| 98  | Northwest AMR          | Aston Martin Vantage AMR | M          | Daniel Mancinelli  | Ian James             | Alex Riberas       |
| 777 | D'station Racing       | Aston Martin Vantage AMR | M          | Tomonobu Fujii     | Satoshi Hoshino       | Casper Stevenson   |